# Эхинацея
Эхина́цея (лат. Echinacea) — род многолетних травянистых растений из семейства Астровые, или Сложноцветные (Asteraceae). Некоторые виды культивируются в качестве декоративных или лекарственных растений с конца XVII века.

## Название
Латинское название рода образовано от греческого слова — «колючий». Название дано из-за характерного колючего конуса, образованного в центре соцветия. Наиболее изученный и известный вид — Эхинацея пурпурная (или Рудбекия пурпурная), применяется в народной медицине, фармакологии и декоративном садоводстве.

## Описание
Это травянистые, многолетние, засухоустойчивые растения высотой 1–2 м.
Листья от ланцетных до эллиптических, длиной от 10 до 20 см и шириной 1,5–10 см.
Как характерно для всего семейства астровых, цветки образуют антодий, соцветие, состоящее из сиреневых (реже жёлтых или белых) язычковых цветков, расположенных в форме конических головок на длинных одиночных цветоносах. Поскольку лезвия внешних язычков имеют тенденцию быть направлены вниз, когда головка цветка открывается, образуя таким образом конус. Прицветники, расположенные ниже головки цветка, стойкие и насчитывают 15–50 штук. Пыльца обычно жёлтая у большинства видов, но обычно белая у E. pallida.

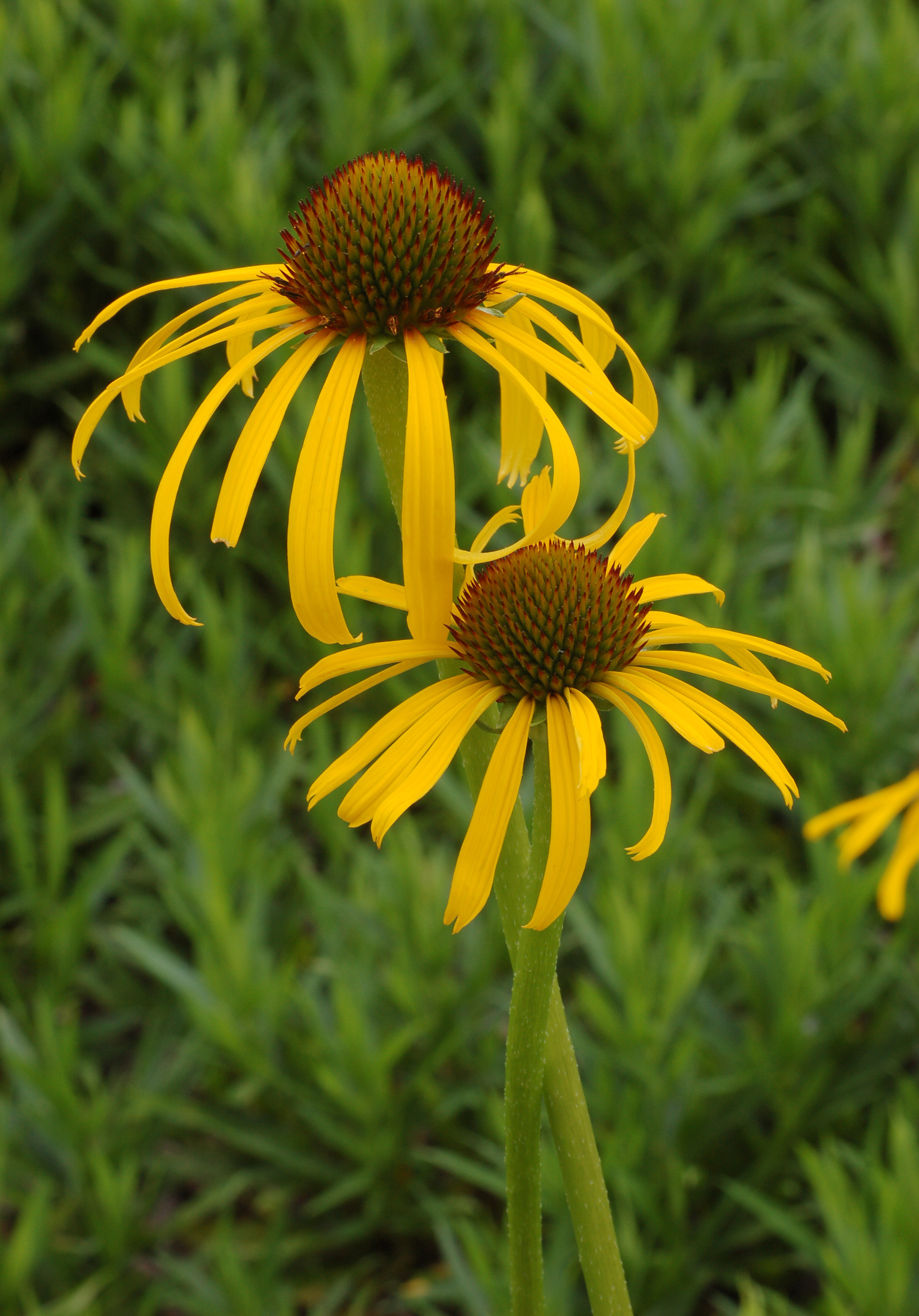
Эхинацея парадоксальная (Echinacea paradoxa)

## Систематика

### История
Изначально Карл Линней отнёс вид Эхинацея пурпурная (Echinacea purpurea) к роду Рудбекия (Rudbeckia L., 1753), однако в 1794 году Конрад Мёнх описал отдельный род Echinacea Moench, 1794.

## Виды
Род насчитывает около 10 видов:
- Echinacea angustifolia DC. — Эхинацея узколистная
- Echinacea atrorubens (Nutt.) Nutt. — Эхинацея тёмно-красная
- Echinacea laevigata (C.L.Boynton & Beadle) S.F.Blake — Эхинацея сглаженная
- Echinacea pallida (Nutt.) Nutt. — Эхинацея бледная
- Echinacea paradoxa (Norton) Britton — Эхинацея странная
- Echinacea purpurea (L.) Moench typus[1] — Эхинацея пурпурная
- Echinacea sanguinea Nutt.
- Echinacea serotina (Nutt.) DC.
- Echinacea simulata McGregor — Эхинацея стимулирующая
- Echinacea tennesseensis (Beadle) Small — Эхинацея теннесийская

## Применение

### Лекарственное растение
Эхинацея является широко продаваемым растительным препаратом, используемым в основном для лечения и профилактики простуды и гриппа. Данные об отрицательных результатах крупных клинических испытаний оказали лишь умеренное и временное влияние на популярность и продажи этой травы. Утверждения, что эхинацея «укрепляет» иммунную систему или полезна при инфекциях, не основаны на каких-либо убедительных клинических доказательствах. Существует множество небольших и плохо контролируемых исследований действия эхинацеи, показывающих неоднозначные результаты. Даже более крупные и в некоторой степени контролируемые исследования дают неоднозначные результаты, но результаты крупнейших и наиболее контролируемых исследований отрицательны. Согласно данным кокрановского обзора, эхинацея неэффективна для предотвращения или лечения простуды.

### Декоративное растение
Эхинацея известна в культуре с конца XVII века, но популярность получила с приходом популярности цветников в стиле «новой волны». Для популярности эхинацеи много сделал голландский дизайнер Пит Удольф, без этого растения не обходится ни один его цветник. Он занимается и селекцией, в частности, первая эхинацея с зелёными цветками Green jewel.